# Wonderful Copenhagen (sang)
 For alternative betydninger, se Wonderful Copenhagen. (Se også artikler, som begynder med Wonderful Copenhagen)
Wonderful Copenhagen, er en sang som oprindeligt stammer fra Hollywoodfilmen Hans Christian Andersen, indsunget af Danny Kaye i 1952. Sangens titel blev senere omdannet til et turistslogan for København og er i senere indspilninger blevet internationalt kendt som en signaturmelodi for byen. Sangen har desuden også lagt navn til Københavns officielle turistorganisation, Wonderful Copenhagen.
I originaludgaven fra filmen sang Danny Kaye 'Copenhagen' med en tydelig tysk udtale, hvilket oprindeligt dæmpede modtagelsen af sangen i Danmark. Allerede året efter udkom den dog også på dansk med titlen 'Dejlige, dejlige København', indsunget af Poul Reichhardt.
Sangteksten er skrevet af Frank Loesser og beskriver H.C. Andersens første rejse fra Odense til København. Sangen forholder sig dog, ligesom filmen, meget løst til H.C. Andersens biografi og Danmarks geografiske forhold. Således beskriver teksten at turen går "op gennem Skagerrak og ned gennem Kattegat" i stedet for den virkelige rute direkte over Storebælt.
Uddrag fra sangteksten:
I sailed up the Skagerrak
And sailed down the Kattegat
Through the harbor and up to the quay
And there she stands waiting for me
With a welcome so warm and so gay
Wonderful, wonderful Copenhagen
Thorkild Hansen refererer flere gange i sin bog Jens Munk til Wonderful Copenhagen med udpræget afsky, f.eks. Det er cirklen uden ende, for hvert nederlag bliver virkeligheden mindre acceptabel og drømmen mere tillokkende med nye indrømmelser til følge; der udvikler sig et nederlagskompleks, som finder udtryk snart i en selvglad beskedenheds inkompetente fablen om langt højere bjerge, snart i en tossegod imødekommenheds lallen med paa Wonderful Copenhagen.